# 黑龙江省实验中学
黑龙江省实验中学是黑龙江省教育厅管理的一所高中，位于哈尔滨市中心的南岗区海城街一号，简称“省实验中学”。

## 学校历史
黑龙江省实验中学始建于1948年4月5日，是新中国第一所企办中学。历经东北铁路学院附属中学、哈尔滨铁路职工子弟第一中学、哈尔滨铁路一中，2004年9月更为现名“黑龙江省实验中学”。

### 建校之初
1948年（民国37年）在当时的主要媒体《东北日报》上刊登了“铁路学院附属中学”招生简章。
1948年4月1日，附中（东北铁路学院附属中学）正式开学，铁路学院教务长孟华兼任校长，张伯超任辅导员。
1949年2月哈尔滨铁路局哈尔滨铁路中学正式成立，校长由林虹兼任，由哈尔滨铁路职工学校党总支领导。张伯超任教导主任兼党支部书记

### 1960年代
1957年哈铁中任美术老师张国信作为《马兰花》童话剧的组织者和副导演，组织学生排演的这出三幕十场的童话剧，先后在哈尔滨铁路文化宫等剧院演出一百多场，大批组织学生观看，日本代表团也曾观看了演出，轰动哈尔滨。
由于文化大革命的破坏，文革之前的校史损失殆尽，校庆60周年（2008年）时，校友回校访问，回忆补充了很多历史事件。

### 2000年后
2001年，国企改革推进，原哈铁一中被市教委审批为民办企助校，2002年，学校通过第二批省级示范性高中评审。
2004年9月脱离铁路企业，划归省教育厅直接管理，改为现名。学校是省重点中学、省示范性普通高中。
2006年，招收第一届宏志生。
2008年6月19日，实验中学首届毕业生举行了毕业典礼。
2013年国际班开始招生。与美国李学院高中合作创办了合作，并于2013年8月正式纳入中招计划开始招生。
2015年11月17日，经过四年筹建的原海城中学校区的新教学楼正式投入使用。
2018年9月27日在学校内举行中学成立70周年校庆。

## 历任校长

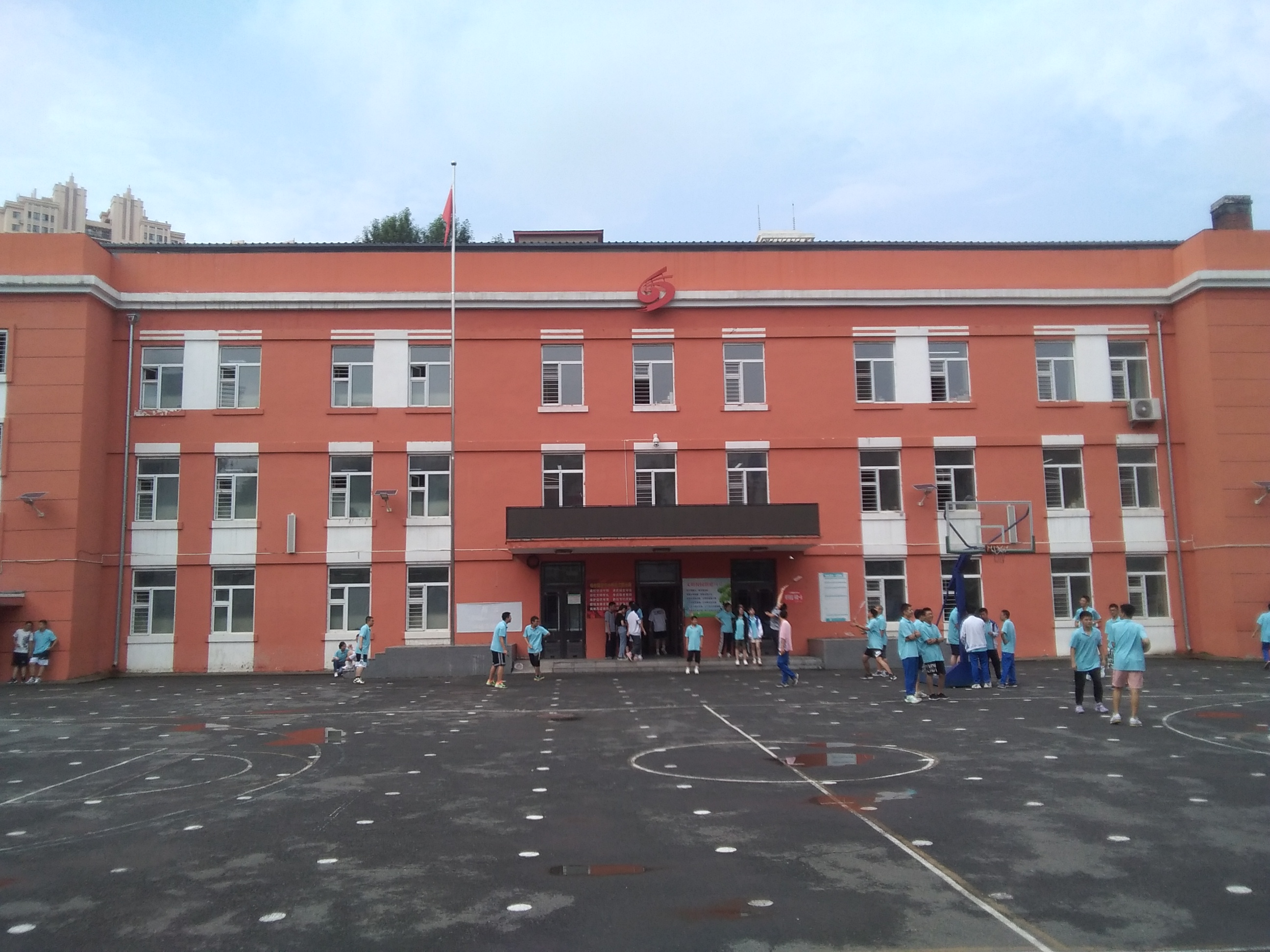
黑龙江省实验中学高二校区

- 孟华
- 张芷
- 邢绳武
- 方历
- 刘宝智
- 许维弟
- 张希英
- 陶凤瑞
- 张权
- 牟锡华
- 朱梅亭
- 于学书
- 孙景峰 （2018-）

## 校友

### 首届校友
- 王文斌  原哈尔滨铁路公安局副局长
- 季忠才  原省畜牧局高级工程师
- 周祥寿  原省畜牧局处长
- 金恒贵  原哈尔滨铁路局老干部部副部长
- 孟昭荣  原哈尔滨铁路局直属机关老干部部部长